# Iphiaulax haundrawensis
Iphiaulax haundrawensis är en stekelart som beskrevs av Cameron 1907. Iphiaulax haundrawensis ingår i släktet Iphiaulax och familjen bracksteklar. Inga underarter finns listade i Catalogue of Life.